# Villa Hampel

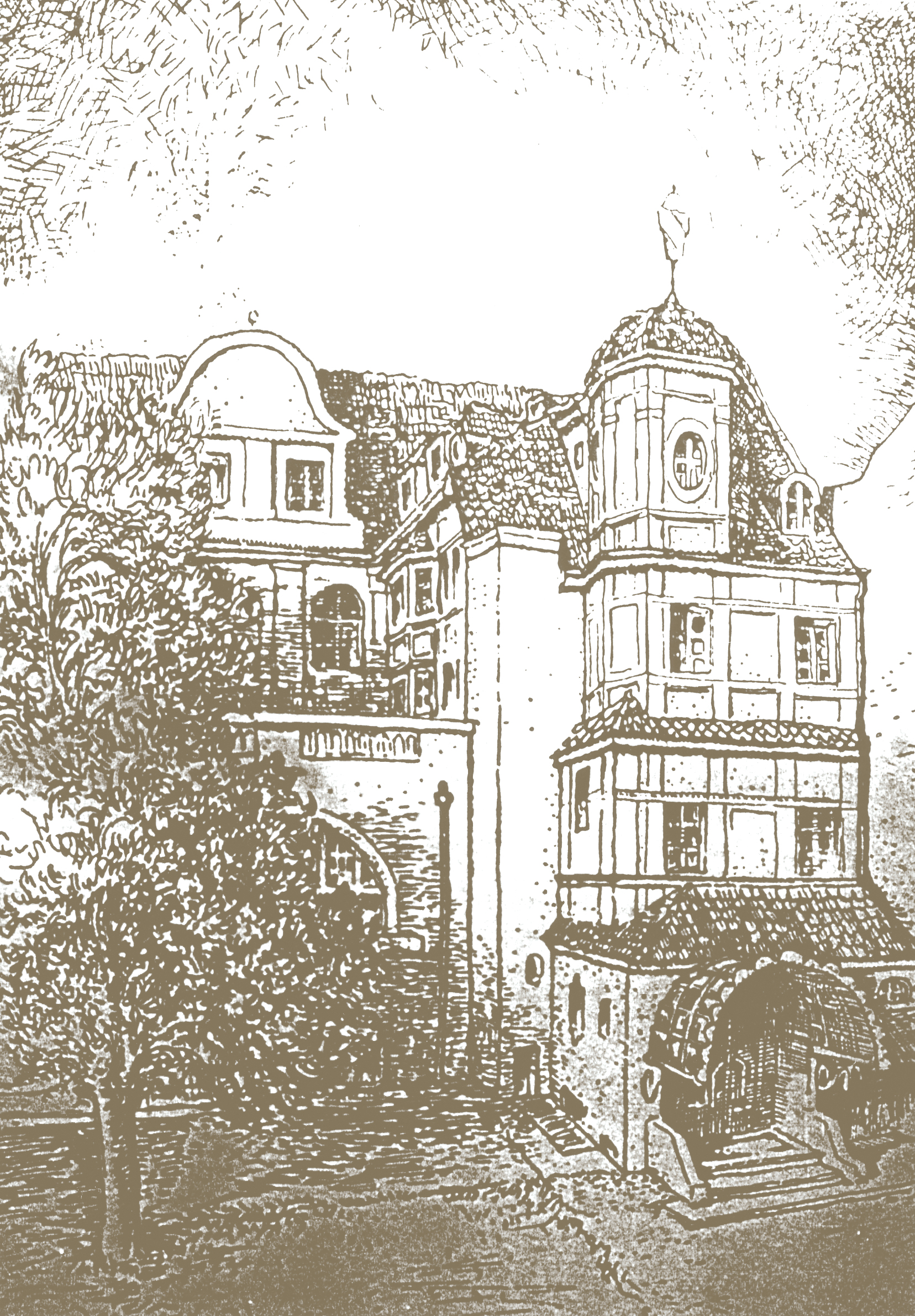
Aenanenhaus, historische Ansicht von 1915

Die Villa Hampel im Münchner Stadtteil Maxvorstadt ist heute Sitz eines Auktionshauses. Sie befindet sich im rückwärtigen Gebäude der Schellingstraße 44 im Kunstareal München.

## Geschichte
Im Jahr 1912 wurden die alten Gebäude im Garten der Schellingstraße 44 (Rückgebäude) abgerissen. Anschließend erwarb die KDStV Aenania München das Grundstück und ließ dort von den Gebrüdern Rank nach Plänen von Heinrich Neu das Aenanenhaus in barockisierenden Formen errichten. Im Jahr 1913 wurde das Aenanenhaus vom Münchner Erzbischof und späteren Kardinal Franziskus von Bettinger geweiht. Es war das erste katholische Verbindungshaus in München und trug zur kulturellen Vielfalt und Gemeinschaft der Studentenschaft bei.
Während des Dritten Reiches wurde die KDStV Aenania nach langem Widerstand verboten und aufgelöst. Um einer drohenden Enteignung zuvorzukommen, verkaufte die Studentenverbindung ihr Haus in der Münchner Schellingstraße 44.
1935 erwarb die Firma Walter König Verlagsanstalten und Buchdruckerei die Villa zu einem Preis von 111.800 Reichsmark. Im Juli 1944 erlitt die Schellingstraße 38–44 schwere Schäden durch einen Bombentreffer während des Zweiten Weltkriegs und musste in der Folgezeit restauriert werden. Die Villa Hampel wurde nach der Sanierung weiterhin durch den Verlag Walter König genutzt und diente ihm bis 1983 als Standort.
Ab 1984 ging in der Schellingstraße 44 der im Rahmen des Kabelpilotprojekt München gegründete Sender Radio 44 auf Frequenz 92.4 auf Sendung. Noch heute weist das Logo des Senders, eine große „44“, den Eingang zum Innenhof. Neben Radio 44 wurde in der Villa Hampel auch für das Fernsehen produziert. Der private Kabel-Sender musicbox, ein 24-Stunden-Programm mit Video-Clips und Musiksendungen, hatte in der Villa Hampel seine Redaktionsräume, Studios, Archiv, Schnittplätze und die Senderegie untergebracht. Alle namhaften deutschen Musiker der 1980er-Jahre waren hier mindestens einmal zu Gast. Udo Lindenberg drehte sein Musikvideo zu Ich lieb dich überhaupt nicht mehr in den Räumen der Villa Hampel. Als Moderatoren waren u. a. Werner Schulze-Erdel, Babette Einstmann, Stefanie Tücking und Fred Kogel tätig. 1988 stieg der italienische Medienmogul Silvio Berlusconi mit 45-Prozent in die Produktionsgesellschaft ein. musicbox wurde nach Vorbild von Canale 5 zum Vollprogramm umgewandelt und in Tele 5 umbenannt. Weitere vier Jahre später wurde aus der Villa Hampel gesendet, ehe Tele 5 von Leo Kirch aufgekauft wurde und in die Robert-Bürkle-Straße nach Ismaning umzog.

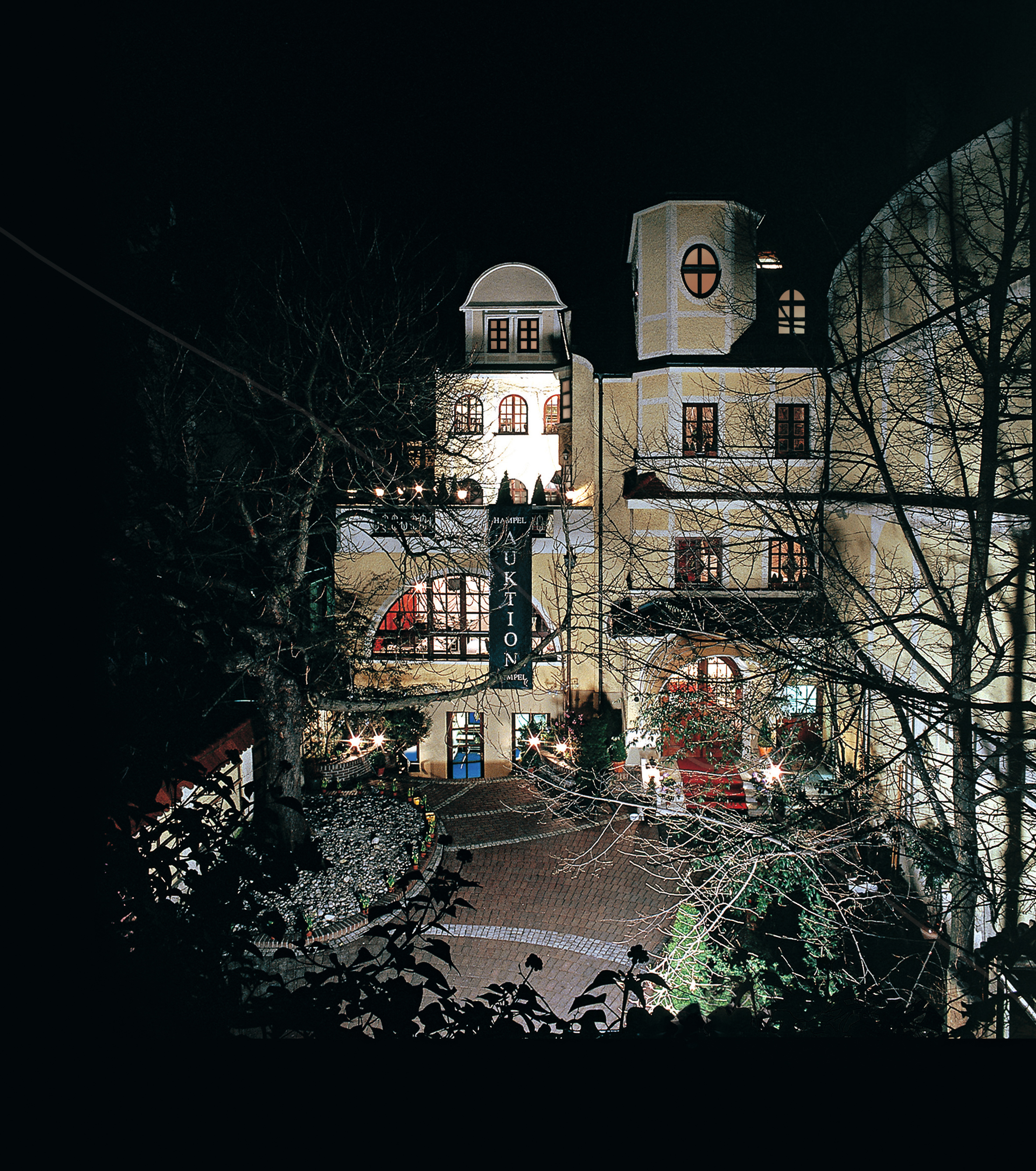
Villa Hampel im heutigen Erscheinungsbild

1999 zog das Auktionshaus Hampel Fine Art Auctions von der Prinzregentenstraße in die Villa. Seitdem trägt das Gebäude den Namen Villa Hampel und ist Schauplatz internationaler Kunstauktionen. Während der Vorbesichtigungen zu den Kunstauktionen sind die Räumlichkeiten der Villa Hampel für die interessierte Öffentlichkeit frei zugänglich. Die Villa ist bis heute im Besitz der Familie Hampel.

## Denkmal
Das Haus ist zusammen mit dem Vordergebäude unter der Nummer D-1-62-000-6141 als Baudenkmal in die Bayerische Denkmalliste eingetragen. Es wird darin beschrieben als dreigeschossige hakenförmige Baugruppe mit eingestelltem eingeschossigem Dachterrassenbau im Heimatstil.